# Шавикін Дмитро Миколайович
Дмитро́ Микола́йович Шави́кін  (нар. 3 квітня 1902, Александров — пом. 29 березня 1965, Київ) — український радянський живописець і графік; член Об'єднання сучасних митців України з 1927 року.

## Біографічні дані
Народився 21 березня [3 квітня] 1902 року в місті Александрові (нині Владимирська область, РФ).
З 1915 року жив у Києві. У 1922–1928 роках навчався в Київському художньому інституті у Миколи Бурачека, Федора Кричевського та Льва Крамаренка.
Викладав у Харківському художньому інституті.
Помер в Києві 29 березня 1965 року.

## Творчість
Працював у різних жанрах: настінні розписи, ескізи гобеленів, тематичні панно, пейзажі, портрети, плакати. Серед робіт:
- «Металургійне виробництво» (1927);
- «Розстріл» (1927);
- плакат «За спаровану їзду» (1931);
- серія «Донбас» (1931—1934);
- «Барикади. 1905 рік» (1934);
- «Біля моря» (1935);
- «Дружба» (1950, Національний музей у Львові);
- «Причал у Гурзуфі» (1953, Закарпатський художній музей);
- «Чайки» (1954, Національний художній музей України),
- «Латаття»;
- «Вечір на Дніпрі» (1957, Національний художній музей України);

портрети
- Наталі Забіли (1930-ті);
- Леоніда Первомайського;
- Івана Врони (1956);
- Костя Гордієнка;
- автопортрет;

настінні розписи і панно
- розписи у клубі Дитячого містечка імені В. І. Леніна в Києві (1924, не збереглися);
- ескізи росписів для клубу металістів у Києві (2-га половина 1920-х);
- панно «Парад частин Робітничо-Селянської Червоної Армії і Військово Морського Флоту» на ВДНГ у Москві (1939);
- панно «Повстання українських селян» для Канівського музея-заповідника «Могила Т. Г. Шевченка» (1940);
- розпис «Чумацька пісня» для магазину «Ноти» в Києві (1959).

Працював також у книжковій графіці, зокрема оформлював й ілюстрував:
дитячі журнали
- «Жовтеня»;
- «Тук-тук»;

книги
- «Свято» Лева Квітко (1931);
- «Малий партизан» Петра Панча (1934, Харків—Одеса);
- «Мати» Андрія Головка (1936, Харків—Одеса);
- «Пригоди Тома Сойєра» Марка Твена;
- «Слово про Ігорів похід», «Рукавичка», «Під дубом зеленим», «Зайчикова хата» Наталі Забіли;
- «Дударик» Павла Тичини;
- «Івасик-Телесик» Анатолія Шияна;
- «Шефи» Івана Маловічка;
- народні казки («Пан Коцький») та інші.

Брав участь у численних виставках, починаючи з 1919 року, а саме у Києві, Харкові, Москві, Алма-Аті, двічі у Польщі (Варшава, Краків 1933 і 1955). Індивідуальні виставки відбулися у 1945 році у Харкові та у 1958 і 1962 роках в Києві.